# 伸缩像素显示器
伸缩像素显示器（英語：Telescopic pixel display，简称TDP）是一种新型显示技术，介于液晶显示器（LCD）和数字微镜设备（DMD）（基于数字光处理投影仪）之间，同时具有两种新型显示器的优点。

## 工作原理
伸缩像素的设计原理基于光學望遠鏡。“伸缩”是指每个像素都是一个由主镜和次镜组成的微型望远镜，主镜和次镜可以通过施加特定电压而变形。
当像素为关闭时，主镜和次镜为平行，因此两者都阻止了光的通过，使其反射背光，这样像素看起来为暗。当像素为开启时，主镜变形为抛物线形状，将光聚焦到次镜上。在从次镜反射后，光透过薄膜中的孔传播并且像素出现明度。

## 优势
伸缩式像素阵列的性能测试表明，它们对未来的显示器具有实质性前景。背光透射率经测量为36%，而模拟表明设计改进后可以达到56%。在一个有5小时续航时间的现代筆記型電腦上，这种效能提高可以多增加45分钟的额外续航时间而无需降低屏幕亮度。像素响应时间为0.625毫秒——快于LCD的2至10毫秒响应时间。这样的响应时间也足够进行顺序颜色处理，通过对每个像素显示红色、蓝色和绿色的快速脉冲来显示颜色，简化工艺和设备设计。伸缩像素的其他优点是潜在的低成本以及相对容易制造和控制。

## 缺点
TPD的唯一缺点是对比度。使用非准直光进行的实验测量显示出非常低的對比度，仅有20:1。模拟表示最高达800:1的對比度是可能的，但这用目前的LCD技术也能做到。等离子和有機發光二極體具有更高的对比度，因此仍需大量工作才能与这些技术竞争。